# جيفري لام
جيفري لام (بالصينية: 林健鋒) هو قاضي صلح ‏ وسياسي صيني، ولد في 23 أكتوبر 1951 في هونغ كونغ البريطانية في المملكة المتحدة. حزبياً، نشط في Business and Professionals Alliance for Hong Kong ‏. وقد انتخب عضو في اللجنة الوطنية لجمهورية الصين الشعبية خلال فترته النيابية ‏.